# Laggan (ort i Australien)
Laggan är en ort i Australien. Den ligger i kommunen Upper Lachlan Shire och delstaten New South Wales, i den sydöstra delen av landet, omkring 170 kilometer väster om delstatshuvudstaden Sydney. Antalet invånare är 278.
Trakten runt Laggan är nära nog obefolkad, med mindre än två invånare per kvadratkilometer.. Närmaste större samhälle är Crookwell, nära Laggan. 
Trakten runt Laggan består i huvudsak av gräsmarker. Genomsnittlig årsnederbörd är 971 millimeter. Den regnigaste månaden är februari, med i genomsnitt 190 mm nederbörd, och den torraste är oktober, med 40 mm nederbörd.